# Mami Uata

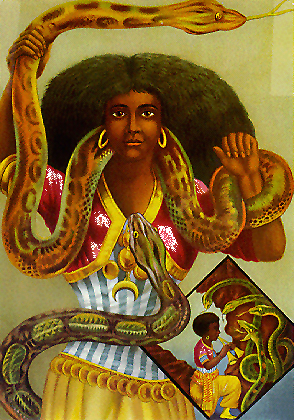
Cartaz de uma Mami Uata, "sacerdotisa serpente" pintado pelo artista alemão Schleisinger (Hamburgo), ca. 1926, exibida em santuários como uma imagem popular de Mami Uata, na África e na diáspora.

Mami Uata (Mami Wata) é uma deusa da água adorada na África Ocidental, África Central, e África Austral e entre os diásporos africanos nas Caraíbas, América do Norte e América do Sul.